# Johan Lagerström (instrumentmakare)
Johan Lagerström, född 14 november 1791 i Fridlevstads församling, Blekinge län, död 16 januari 1849 i Sabbatsbergs fattighus församling, Stockholms stad, var en klavermakare i Stockholm verksam 1826-1831. Lagerström fick privilegium 1825. 

## Biografi
Lagerström studerade i S:t Petersburg. 1823 flyttade han till Klara församling, Stockholm och var gesäll hos snickaren Lange. Bosatte sig hos instrumentmakaren Olof Granfeldt i samma församling. Lagerström flyttade 1828 till kvarter Perseus 13 i Sankt Nikolai församling, Stockholm. I september 1846 flyttade han till Sabbatsbergs fattighus församling, Stockholm. Lagerström avled 16 januari 1849 i Stockholm.
Han gifte sig 13 februari 1831 i Sankt Nikolai församling med Anna Catharina Almstedt (född 1795).

## Medarbetare och gesäller
- 1828-1831 - Salomon W. Vesterblad (född 1809). Han var lärling hos Lagerström.

## Produktion
Lista över Lagerströms produktion.
| År   | Produkt/Arbete | Summa          |
| ---- | -------------- | -------------- |
| 1826 | Instrument.    | 200 riksdaler. |
| 1827 | Instrument.    | 400 riksdaler. |
| 1828 | Instrument.    | 400 riksdaler. |
| 1829 | Instrument.    | 400 riksdaler. |
| 1830 | Instrument.    | 400 riksdaler. |
| 1831 | Instrument.    | 200 riksdaler. |
| 1832 | Instrument     | 200 riksdaler. |
| 1833 | Instrument     | 200 riksdaler. |
| 1834 | Instrument     | 200 riksdaler. |
| 1835 | Instrument     | 200 riksdaler. |
| 1836 | Instrument     | 200 riksdaler. |
| 1837 | Instrument     | 200 riksdaler. |
| 1838 | Instrument     | 200 riksdaler. |